# Cirrus (rete interbancaria)
Cirrus è una rete interbancaria di proprietà di MasterCard che collega le carte di credito, di debito e prepagate, MasterCard e Maestro a più di un milione di ATM.
Sulle carte di debito Maestro quasi sempre compare il logo Cirrus insieme a quello di maestro, di solito sul retro della carta. Sulla carta appaiono i loghi degli eventuali circuiti di debito domestico associato (in Italia spesso Bancomat, PagoBancomat e FastPay).
Sulle carte prepagate Maestro, invece, il logo Cirrus a volte compare e a volte no.
Sulle carte Mastercard, sia credit sia debit sia prepaid, il logo Cirrus di solito non compare.

## Storia
La società è stata fondata a New York nel 1982.
Prima della sua acquisizione da parte di Mastercard nel 1987, Cirrus system, LLC, era di proprietà di Bank of Montreal, BayBanks Inc., First Interstate Bancorp, Mellon Bank, NBD Bancorp Inc. e Norwest corp. 
Per impostazione predefinita, le carte Mastercard e Maestro sono collegate alla rete Cirrus.
Gli sportelli automatici canadesi, statunitensi e sauditi utilizzano questa rete insieme alle loro reti locali e molte banche hanno adottato Cirrus come rete interbancaria internazionale insieme a una rete locale, la rete rivale Plus (di proprietà di Visa) o entrambe. In paesi come l'India e il Bangladesh, la rete Cirrus funge anche da rete interbancaria locale e da rete internazionale.
In Italia la maggioranza delle carte Bancomat-PagoBancomat opera anche sul circuito Maestro e conseguentemente sulla rete Cirrus. A partire dal secondo decennio degli anni 2000 al posto del circuito Maestro si sta diffondendo, come circuito internazionale da affiancare a Bancomat e Pagobancomat, il circuito V Pay (o Visa pay), introdotto per la prima volta da ING e oggi adottato da alcune grandi banche come UniCredit e BPER. In passato è stato utilizzato anche il circuito Plus, sempre in abbinamento al Bancomat-Pagobancomat, in particolare sulle carte di debito "Moneta" della Cariplo, poi acquisita da Banca Intesa. Già prima della fusione di Banca Intesa con Sanpaolo, che ha dato vita a Intesa Sanpaolo, la relativa divisione monetica era stata trasferita a una società apposita, Setefi, oggi Mercury Payment Servicese del gruppo Nexi.

## Loghi

1996-2016
2016-attuale